# Afrika (bande-dessinée)
Pour les articles homonymes, voir Afrika.
Afrika est une bande dessinée du Belge Hermann, publiée en 2007 par Le Lombard.

## Les personnages
- Dario Ferrer : guide touristique dans une réserve africaine. Ancien tueur à gage ou membre de services secrets, désabusé, il préfère le contact avec la nature à la compagnie de ses congénères.
- Charlotte : grand reporter, mariée.
- Iseko : maîtresse noire de Dario. Elle rêve de venir vivre en Europe.

## Synopsis
Afrique. Venue faire un reportage sur le braconnage, Charlotte est guidée sur la réserve par Dario Ferrer, un homme peu loquace, au passé trouble. Leurs longues journées dans la savane rendent Iseko, la compagne de Dario, soupçonneuse.
Ils vont être témoins du bombardement d'un camp de rebelles au régime par une puissance étrangère. Poursuivis, ils doivent gagner le pays voisin et traverser la jungle. Leur progression est parfois difficile, surtout pour Charlotte. Ils vont devoir abandonner tout le superflu. Dario va les débarrasser d'un agent secret lancé à leurs trousses. Arrivés à destination, Dario met Charlotte dans un bus à destination de la capitale. Privée de son appareil photo, elle ne pourra rien prouver. Officiellement la destruction du village est due à un vol d'obus qui a mal tourné.
Rentré chez lui, Ferrer assiste au départ d'Iseko au bras d'un européen. La même nuit, l'avion de la réserve est volé. Il s'écrase, bourré d'explosifs sur la résidence d'une grande compagnie en Tasmanie, lors d'une grande réception.

### Documentation
- D. Ollivier, « Afrika », sur BD Gest, 26 novembre 2007.